# Julio Pérez
Julio Pérez, vollständiger Name Julio Gervasio Pérez Gutiérrez, (* 19. Juni 1926 in Montevideo, Uruguay; † 22. September 2002 ebenda) (Spitznamen: Pata Loca, Loco, Canario) war ein uruguayischer Fußballspieler. 

## Karriere

### Verein
Der im montevideanischen Barrio Lavalleja geborene Pérez spielte zunächst für den Verein Ultima Hora. Dieser Verein spielte zu Beginn der 1940er Jahre in der Divisional Extra. Anschließend wechselte er zum in der Liga de Montevideo antretenden Klub Edinson (oder Edison). Von dort führte ihn sein Weg 1944 zur Nachwuchsmannschaft (Cuarta) des Racing Club de Montevideo, wo er nach eigenen Angaben als linker Half eingesetzt wurde. 1945 beförderte ihn Trainer Lorenzo Fernández in die Profimannschaft. Er debütierte in jenem Jahr und wurde fortan als linker Halbstürmer (Entreala izquierdo) aufgestellt und erhielt die Rückennummer 10. 1948 erfolgte ein Wechsel auf Leihbasis zu River Plate Montevideo, wo er erstmals in der Primera División zum Einsatz kam. Seine erfolgreichste Zeit als Vereinsspieler verbrachte der als außergewöhnlich dribbelstark bekannte Pérez von 1950 bis 1957 bei Nacional Montevideo, wo er insgesamt viermal (1950, 1952, 1955 und 1956) uruguayischer Landesmeister wurde. Nach seiner Zeit bei den Bolsos spielte er 1957 für den brasilianischen Verein SC Internacional in Porto Alegre sowie von 1958 bis 1960 erneut in Montevideo für Sud América. Sein letztgenannter Klub war zur Saison 1958 in die höchste uruguayische Spielklasse auf. 1960 stieg Pérez mit dem Team allerdings wieder ab. Damit endete seine Profikarriere. Seine aktive Laufbahn setzte er jedoch fort und beendete diese, nachdem er ab 1960 Spieler bei Vereinen in Canelones, Lavalleja und Rocha in der OFI war, je nach Quellenlage 1963 oder gar erst 1977.

### Nationalmannschaft
Pérez war Mitglied der Nationalmannschaft seines Landes, mit der er die Weltmeisterschaft 1950 gewann und stand in allen Spielen der Celeste in der Startelf. Bei der WM 1954 war er ebenfalls als Teil des uruguayischen Aufgebots und belegte mit diesem am Ende den vierten Platz des Turniers. Insgesamt absolvierte er im Zeitraum vom 29. März 1947 bis zum 14. November 1956 22 Länderspiele, in denen er acht Tore erzielte. Erstmals gehörte er der Celeste jedoch bereits als Ersatzspieler bei der 1946 in Brasilien ausgespielten Copa Barón de Río Branco an.

### Kurioses
Besondere Aufmerksamkeit erregte Pérez vor dem WM-Endspiel 1950 gegen die Mannschaft Brasiliens, als er sich beim Ertönen der uruguayischen Hymne auf den Schuh pinkelte.

### Privates
Während seines gesamten Lebens lebte er im montevideanischen Barrio Lavalleja. Seit dem 26. August 1950 war er mit Gladys Castro verheiratet. Aus der Beziehung gingen die drei Kinder Cristina, Julio und Wilson hervor. Pérez wurde in Anwesenheit zahlreicher prominenter Fußballspieler wie beispielsweise Roque Máspoli, Oscar Omar Míguez, Alberto Spencer und Héctor Núñez auf dem Cementerio del Buceo beigesetzt.

## Erfolge
- Weltmeister 1950
- 4× Uruguayischer Meister (1950, 1952, 1955 und 1956)